# Bactrocera apicofuscans
Bactrocera apicofuscans är en tvåvingeart som beskrevs av Tsuruta och White 2001. Bactrocera apicofuscans ingår i släktet Bactrocera och familjen borrflugor. Inga underarter finns listade.